# Give In to Me
«Give In to Me» (en español: Cede ante mí) es una canción del cantante y compositor estadounidense Michael Jackson. Fue lanzada por Epic Records el 15 de febrero de 1993, como el séptimo sencillo del octavo álbum de estudio de Jackson, Dangerous (1991). La canción fue escrita, compuesta y producida por Jackson y el productor discográfico Bill Bottrell. Las letras pertenecen a no entender por qué alguien que amas es frío hacia ti. El tema contó con la colaboración especial en la guitarra de Slash del grupo Guns N’ Roses, quien aparecería en las siguientes producciones de Jackson.
El sencillo encabezó los rankings musicales en Polonia y Nueva Zelanda (en este último durante cuatro semanas consecutivas), alcanzó el número dos en el Reino Unido, el cuatro en Australia y el siete en Francia, Noruega y Suiza. Sin embargo, el sencillo no salió en América del Norte ni en Asia (a excepción de Japón). Musicalmente, “Give In to Me” es una canción de hard rock (power ballad), aunque también es considerada una balada de heavy metal.
Los lados B de la versión del sencillo incluyen las versiones del álbum de otras canciones de rock de Jackson: “Dirty Diana” y “Beat It” (con participaciones de Steve Stevens y Eddie Van Halen, respectivamente).

## Recepción

### Críticas
"Give In To Me" recibió críticas positivas de los críticos de música contemporánea. David Browne, (editor de EW) alabó la entrega de Michael Jackson, escribiendo, "cuando su voz no está compitiendo con cajas de ritmos, es amenazante en la espeluznante" "Give In To Me" (El mejor hard rock de siempre )."
Alan Light de la revista Rolling Stones también opinó sobre la canción:  "Give In To Me" coquetea con algo más inquietante que la voz de Jackson, "no trates de entenderme / Sólo simplemente haz las cosas que digo" en una voz más valiente y profunda mientras la guitarra de Slash acompaña detrás de él. "

## Vídeo musical
El video musical de "Give In to Me" [8] cuenta con Jackson interpretando la canción en el escenario en un concierto de rock con el ex Living Colour el bajista Muzz Skillings , el guitarrista de Guns N 'Roses Slash y Gilby Clarke, así como el teclista de gira de la banda Teddy Andreadis . Luego se escuchan explosiones con imágenes de arcos eléctricos estilizados. La última escena muestra un arco eléctrico corriendo por el cuerpo de Jackson y Slash, un efecto no intencional que se dejó en el vídeo que se ofrece en los discos de vídeo:. Dangerous - The Short Films y Michael Jackson's Vision . [9]
Se rodó el 25 de junio de 1992 en Múnich / Alemania, sólo dos días antes del concierto de apertura del Dangerous World Tour el 27 de junio de 1992. La pirotecnia que aparece en el video son generadas a través de un equipo de computadoras y se añadieron más tarde.
El sencillo se promocionó con un vídeo musical, que consiste en un concierto, hacia el final del cual, se produce un fallo eléctrico con chispas que saltan sobre Michael Jackson y Slash, de forma que rayos eléctricos circulan por sus cuerpos mientras actúan. Fue dirigido por Andy Morahan, quien previamente había trabajado con Guns N' Roses en los videos de las canciones "Don't Cry" y "November Rain".
En 2012, Three Days Grace incluyó una versión de esta canción de Jackson, en su álbum Transit of Venus.

## Chart
| Chart (1993)              | Mejor Posición |
| ------------------------- | -------------- |
| australiana               | 4              |
| Austrian Singles Chart    | 12             |
| Dutch Singles Chart       | 3              |
| European Hot 100 Singles  | 3              |
| French Singles Chart      | 7              |
| Irish Singles Chart       | 2              |
| New Zealand Singles Chart | 1              |
| Norwegian Singles Chart   | 7              |
| Swedish Singles Chart     | 15             |
| Swiss Singles Chart       | 7              |
| UK Singles Chart          | 2              |
| Chart (2009)              | Peak position  |
| Swiss Singles Chart       | 35             |
| UK Singles Chart          | 74             |
| Chart (2011)              | Peak position  |
| Hungarian Singles Chart   | 8              |

## Créditos
- Escrito, dirigido y compuesto por Michael Jackson.
- Producido por Michael Jackson y Bill Bottrell.
- Voz principal y coros por Michael Jackson.
- Guitarra por Slash y Bill Bottrell.
- Bajo por Bill Bottrell.
- Batería por Bill Bottrell.